# Katzhütte
Katzhütte là một đô thị thuộc huyện Saalfeld-Rudolstadt, trong bang Thüringen, nước Đức. Đô thị Katzhütte có diện tích 28,69 km².